# Vailly-sur-Aisne
Vailly-sur-Aisne is een gemeente in het Franse departement Aisne (regio Hauts-de-France). De plaats maakt deel uit van het arrondissement Soissons. Vailly-sur-Aisne telde op 1 januari 2022 2.019 inwoners. 

## Geografie
De oppervlakte van Vailly-sur-Aisne bedroeg op 1 januari 2022 9,97 vierkante kilometer; de bevolkingsdichtheid was toen 202,5 inwoners per km².
De onderstaande kaart toont de ligging van Vailly-sur-Aisne met de belangrijkste infrastructuur en aangrenzende gemeenten.

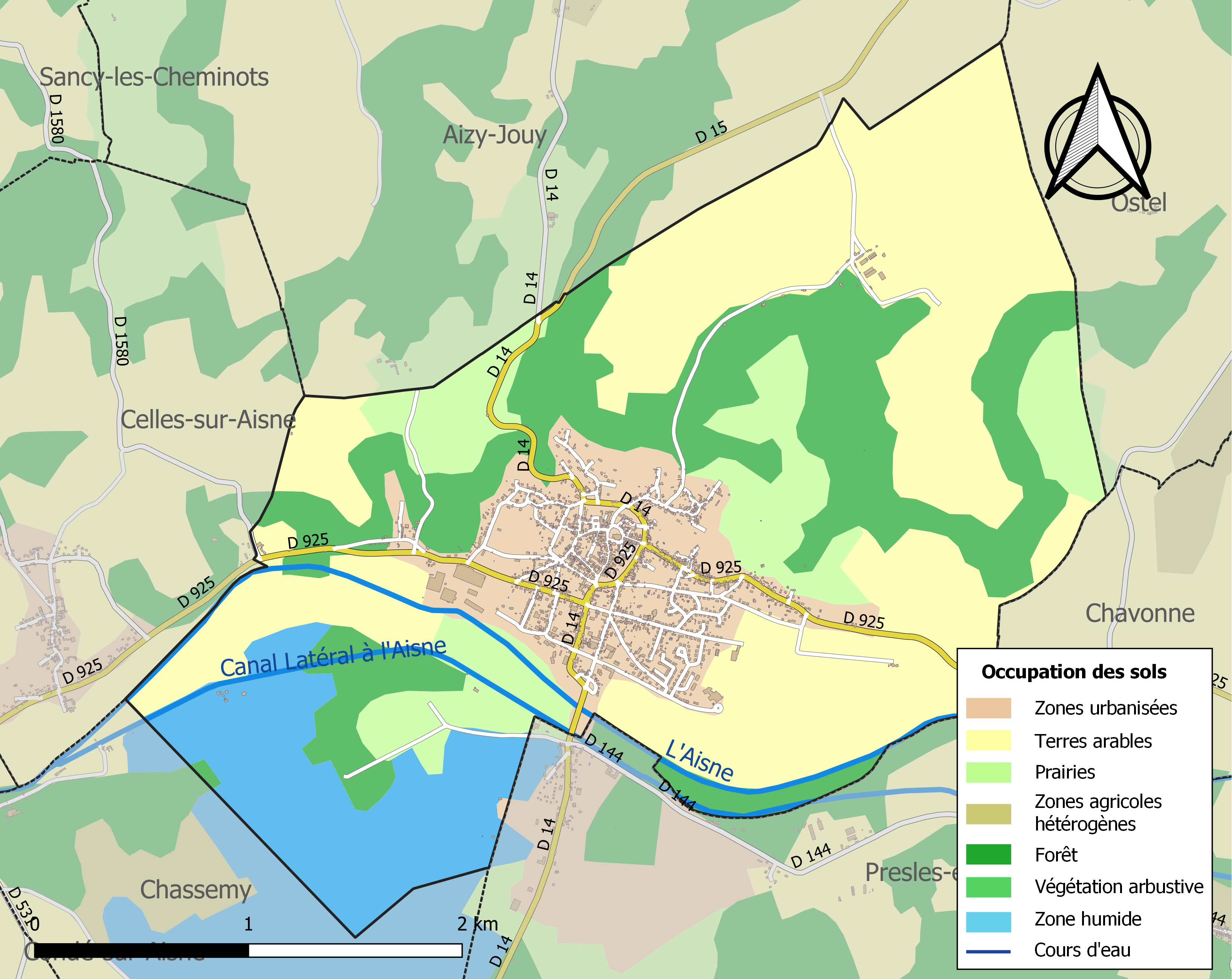

## Demografie
Onderstaande figuur toont het verloop van het inwonertal (bron: INSEE-tellingen).
Vanwege een beveiligingsprobleem met de MediaWiki Graph-software is het momenteel niet mogelijk deze grafiek weer te geven. Zodra de software is bijgewerkt zal de grafiek vanzelf weer zichtbaar worden.